# Porcellium recurvatum
Porcellium recurvatum là một loài chân đều trong họ Trachelipodidae. Loài này được Verhoeff miêu tả khoa học năm 1901.